# Gutálac
Gutálac es un municipio de la provincia en Zamboanga del Norte, Filipinas. De acuerdo con el censo del 2000, tiene una población de 28,215 en 5,366 hogares. 

## Barangayes
Gutálac está políticamente subdividido en 33 barangayes.
| - Bacong - Bagong Silang - Banganon - Bayanihan - Buenavista - Canupong - Cocob - Datagan - Imelda - Immaculada Concepción - La Libertad | - Loay - Bajo Lux - Lux - Malian - Mamawan - Map - Matunoy - New Dapitan - Panganuran - Pitawe - Pitogo | - Población (Gutalac) - Salvador - San Isidro - San Juan - San Roque - San Vicente - Santo Niño - Sas - Sibalic - Tipan - Alto Gutalac |